# Tam na horách
Tam na horách è un film muto del 1920 scritto, sceneggiato e diretto da Sidney M. Goldin.

## Produzione
Il film fu prodotto dall'AB. In interni, il film fu girato in studio a Berlino mentre le riprese in esterni furono effettuate in Slovacchia e a Velké Karlovice, nell'attuale Repubblica Ceca.

## Distribuzione
Distribuito dall'American, uscì nelle sale cinematografiche cecoslovacche il 31 dicembre 1920. Oltre a Tam na horách, è conosciuto anche con il titolo Ceská láska. In Germania, fu tradotto in Dort in den Bergen (Lì tra le montagne) o Tschechische Liebe (Amore ceco).